# Belos (fill de Posidó)
Segons la mitologia grega, Belos (en grec antic: Βῆλος) va ser un rei d'Egipte, un dels dos bessons, fills de Posidó i de Líbia. L'altre bessó va ser Agènor.
Mentre Agènor va anar a Síria, Belos es va quedar a Egipte. Casat amb Anquínoe, filla del déu-riu Nil, va ser el pare de Dànau i d'Egipte, dos bessons, als quals s'afegeixen de vegades Cefeu i Fineu.